# Množična grobišča v Ljubljani
Množična grobišča v Ljubljani so nastala v Ljubljani med koncem in takoj po koncu druge svetovne vojne. Komisija za prikrita množična grobišča v Sloveniji je evidentirala pet znanih množičnih grobišč v samem mestu in dodatnih 15 na ozemlju Mestne občine Ljubljana.

## Ozadje
Razen domobranskega pokopališča Orlov Vrh, ki je nekdanje medvojno domobransko pokopališče, so vsa skrita množična grobišča v Ljubljani nastala takoj po koncu druge svetovne vojne, potem ko so britanske vojaške sile iz taborišč v Bleiburgu,:136:400 Lavamund,:400 Rosenbach:400 in Viktring (okraj Celovca):394 vrnile domobranske vojake, ki so pribežali v Avstrijo iz Jugoslavije. Številni izmed teh so bili nato zaprti v zavodu sv. Stanislava v nekdanji vasi Šentvid tik pred Ljubljano, ki so ga partizani uporabljali kot zapor. Nekateri so umrli v Šentvidu, večino pa so prepeljali drugam in pomorili.

## Seznam množičnih grobišč
Znotraj mesta se nahaja pet množičnih grobišč, ki jih je Komisija za prikrita množična grobišča v Sloveniji uradno priznala:
- Grobišče Orlov vrh se nahaja na jugovzhodnem koncu Grajskega griča v središču Ljubljane, okoli 580 m proč od Ljubljanskega gradu. Tu je bilo nekdanje vojaško pokopališče Orlov vrh za 146 domobrancev, ki zaradi vojnih razmer niso mogli biti pokopani na domačih pokopališčih. Na tem mestu so pokopavali od decembra 1943 do konca aprila 1945,[5] na pokopališču pa je bila leta 1944 na dan vseh svetih organizirana obsežna komemoracija.[6] Po vojni je bilo pokopališče uničeno, večina posmrtnih ostankov pa prestavljena na neznano lokacijo.[7] Spominski križi, ki so bili na tem mestu postavljeni od leta 1991, so bili večkrat porušeni.[8]:33 V bližini mesta je znamenje, zgrajeno pred prvo svetovno vojn0, kjer vsako leto potekajo spominske slovesnosti.[9]
- Grobišče Brezarjevo brezno se nahaja v Kucji dolinina severozahodnem obrobju mesta. V njem so bili posmrtni ostanki slovenskih in hrvaških vojnih ujetnikov, ki so bili zaprti v Zavodu sv. Stanislava v bližnjem Šentvidu ter civilisti, med njimi tudi ženske.[10]
- Grobišče v Kucji dolini leži v dolini pod grobiščem Brezarjevo brezno. Nemški ujetniki so bili 12. in 13. junija prisiljeni prekopati trupla iz Brezarjevega brezna v Kucjo dolino, saj je voda zastrupila podtalnico in bližnje izvire.[8]:73 Potem so bili nemški ujetniki prav tako usmrčeni in pokopani skupaj s trupli, ki so jih morali prekopati.[11][12]

- Množično grobišče Šentvid 1 se nahaja nekaj metrov od pokopališkega zidu v Šentvidu v severozahodnem delu mesta. V njem so posmrtni ostanki domobranskih vojnih ujetnikov, ki so jih britanske vojaške sile vrnile Jugoslaviji iz taborišč za vojne ujetnike v Avstriji, a so umrli, preden so jih uspeli prepeljati na območje Kočevja, kjer so jih večino pomorili.[4][13]
- Množično grobišče Šentvid 2 se nahaja nekaj metrov od prvega in vsebuje posmrtne ostanke nemških vojnih ujetnikov in ranjenih ujetnikov.[14]

Društvo za urejanje zamolčanih grobišč je leta 2002 na zid pokopališča Šentvid v smeri proti grobovom namestilo dve plošči. Na njih piše: »Za tem obzidjem počivajo in čakajo vstajenja žrtve nasilja iz partizanskega zbirnega centra v Šentvidu (maj–september 1945). Žrtvam v spomin – živim v opomin.«, na drugi plošči pa citat iz Knjige modrosti  (Modr 3,4-5): »Čeprav se ljudem zdi, da so bili kaznovani, je bilo vendar njihovo upanje prežeto z nesmrtnostjo in po majhni pokori bodo bogato nagrajeni, saj jih je Bog preizkusil in spoznal, da so njega vredni.«
Druge žrtve iz zapora v Šentvidu so bile pobite zunaj Ljubljane v Glažuti, Golem, Oneku in Setnici.
Dodatno množično grobišče v mestu se verjetno nahaja v Dobrunjah, a ga komisija ni evidentirala. Na spominskem kraju pri cerkvi svetega Ulrika naj bi bili posmrtni ostanki ljudi, ki so jih partizani likvidirali med vojno ali po njej, vključno s »šentpavelskimi žrtvami« – osem moških, ki jih je 4. julija 1945 v vasi Šentpavel ugrabil korpus narodne obrambe Jugoslavije in jih umorila.

## Druga množična grobišča
V Mestni občini Ljubljana se izven meja Ljubljane nahaja še 15 drugih množičnih grobišč. V Pancah so štirje grobovi, v Selu pri Pancah pa 11 grobov.